# سگامات
سگامات (به لاتین: Segamat District) یک سکونتگاه مسکونی در مالزی است که در جوهور دارالتعظیم واقع شده‌است.